# Aguja saquera

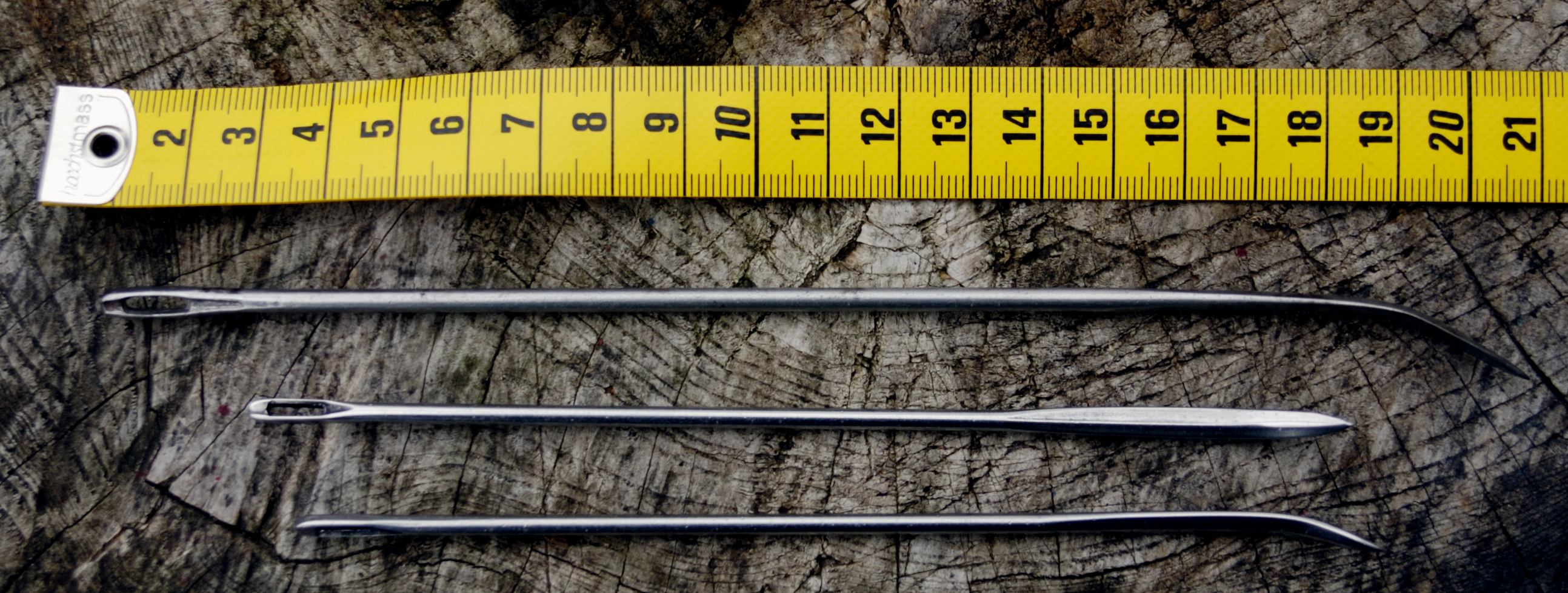
Diferentes tamaños de agujas saqueras.

La aguja saquera o colchonera es un tipo de aguja de gran tamaño, alcanzando hasta los 20 cm, de diámetro grueso, ojo de aguja amplio, punta aplanada y ligeramente curvada, bastante roma para que no se dañen los hilos de la tela que se está cosiendo. 
La aguja saquera ideal para usarse con hilos gruesos, como el de cáñamo o yute. Por ello se usa para fabricar costales o sacos de cacao, café u otros productos (de ahí su nombre). El nombre en inglés, packing-needle (‘aguja para el embalaje’), es por la misma razón. Es conocida como acus grossior en latín. En Ecuador y posiblemente otros países es llamado agujón.